# 小行星1369
小行星1369（1369 Ostanina）是一颗围绕太阳公转的小行星。1935年8月27日，佩拉格婭·沙因在克里米亚发现了此天体。
該小行星以俄羅斯彼爾姆省索利卡姆斯克區的村莊奧斯坦寧（Ostanin）命名。
这颗小行星的绝对星等为125.07674等。